# Ющук, Николай Дмитриевич
Никола́й Дми́триевич Ющу́к (22 декабря 1940 — 17 октября 2023) — советский и российский учёный-медик, президент МГМСУ, академик РАН. Доктор медицинских наук, профессор. Президент МГМСУ, заведующий кафедрой инфекционных болезней и эпидемиологии МГМСУ. Заслуженный деятель науки Российской Федерации, трижды лауреат Премии Правительства Российской Федерации в области науки и образования (1995, 2006, 2012).

## Биография
Родился в дер. Оводы Кобринского района Брестской области Белоруссии.
Окончил лечебный факультет Иркутского государственного медицинского института (1966). Прошёл ординатуру на кафедре инфекционных болезней. Работал главврачом Иркутской городской инфекционной больницы. С 1969 года младший научный сотрудник клинического отдела ЦНИИ эпидемиологии Минздрава СССР.
С 1971 года работал в МГМСУ им. А. И. Евдокимова, в 1972 году защитил кандидатскую диссертацию «Некоторые показатели функционального состояния тонкой кишки у больных острой дизентерией». Прошёл путь от ассистента до заведующего кафедрой инфекционных болезней (с 1986), также занимал должности декана (с 1981), проректора по учебной работе (с 1991), ректора (с 2002). Был президентом университета, возглавлял комиссии университета по перспективному развитию вуза и кадровой политике и совет старейшин, являлся заместителем председателя учёного совета. Докторскую диссертацию «Функционально-морфологическое состояние кишечника при сальмонеллёзной инфекции» защитил в 1980 году. Под его руководством защищено 88 диссертаций, в том числе 21 докторская и 67 кандидатских.
Являлся членом Бюро Отделения медицинских наук РАН, являлся членом Общественной палаты Российской Федерации (2009—2014), работал в составе общественных советов Минздрава России, Роструда, Следственного комитета России. Был членом Президиума Совета ректоров медицинских и фармацевтических вузов России, членом Аттестационной комиссии Минздрава России по избранию ректоров медицинских вузов, членом специализированного совета по защите докторских и кандидатских диссертаций ЦНИИ эпидемиологии, членом Европейской академии естественных наук и президиума Международного общества инфекционистов и микробиологов.
Был главным редактор журнала «Инфекционные болезни» (новости, мнения, обучение), членом редколлегии журналов «Эпидемиология и инфекционные болезни», ЖМЭИ, «Лечащий врач», «Эпидемиология и вакцинопрофилактика», «Кремлёвская медицина» и другие.
Входил в состав Общественного совета при Следственном комитете Российской Федерации.
Автор более 800 научных работ.
Скончался 17 октября 2023 года. Похоронен на кладбище «Леониха» Щёлковского района Московской области 

## Награды и звания
- Орден «За заслуги перед Отечеством» III степени (30 апреля 2006) — за большой вклад в развитие здравоохранения, медицинской науки, подготовку высококвалифицированных медицинских работников и многолетнюю добросовестную работу[5]
- Орден «За заслуги перед Отечеством» IV степени (23 декабря 2000) — за большой вклад в развитие медицинской науки и подготовку высококвалифицированных кадров[6]
- Орден Александра Невского (18 мая 2021) — за большие заслуги в научной и педагогической деятельности, подготовке квалифицированных специалистов и многолетнюю добросовестную работу[7]
- Орден Почёта (2016)
- Орден Дружбы (2010)
- Орден «Знак Почёта»
- Заслуженный деятель науки Российской Федерации (1997)
- Почётная грамота Президента Российской Федерации (8 августа 2012) — за достигнутые трудовые успехи и многолетнюю добросовестную работу
- трижды лауреат премии Правительства РФ в области науки и образования[2].
- Почётный профессор Тернопольского государственного медицинского университета имени И. Я. Горбачевского[8].